# Lofer
Lofer is een gemeente in de Oostenrijkse deelstaat Salzburger Land, gelegen in het district Zell am See. De gemeente heeft ongeveer 1950 inwoners.
De Europese weg 641 die Wörgl met Salzburg verbindt loopt door Lofer.
Daarnaast ligt Lofer aan de voet van de Loferer Alm, een gebergte met de top op 1623 meter. Ondanks die geringe hoogte is het gebied vrij sneeuwzeker.

## Politiek
De gemeente heeft een gemeenteraad met 17 leden. Hiervan zijn tien leden lid van de ÖVP, vijf van de FPÖ en twee van de SPÖ (2014).

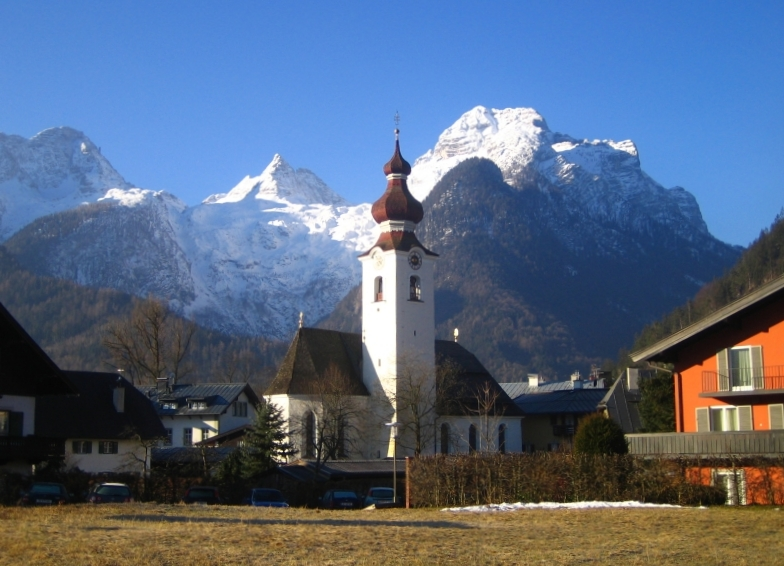
Kerk Lofer

Bramberg am Wildkogel ·
Bruck an der Großglocknerstraße ·
Dienten ·
Fusch an der Großglocknerstraße ·
Hollersbach im Pinzgau ·
Kaprun ·
Krimml ·
Lend ·
Leogang ·
Lofer ·
Maishofen ·
Maria Alm ·
Mittersill ·
Neukirchen am Großvenediger ·
Niedernsill ·
Piesendorf ·
Rauris ·
Saalbach-Hinterglemm ·
Saalfelden ·
St. Martin bei Lofer ·
Stuhlfelden ·
Taxenbach ·
Unken ·
Uttendorf ·
Viehhofen ·
Wald im Pinzgau ·
Weißbach bei Lofer ·
Zell am See
- Gemeinsame Normdatei: 4036192-5
- Library of Congress Control Number: n86145144
- MusicBrainz: 2792e208-f2d7-425a-886d-fb67e80cdac9
- Nationale Bibliotheek van Tsjechië: ge1125316
- Nationale Bibliotheek van Israël: 987007567389505171
- Virtual International Authority File: 153692523